# Carol Willis
Carol Willis es la fundadora, directora y curadora del Skyscraper Museum. También es profesora adjunta de estudios urbanos en la Universidad de Columbia. Herbert Muschamp describe a Willis en The New York Times como «la mujer que creó el Museo del Rascacielos en 1996 a partir de la nada, únicamente con su imaginación, su pasión por la arquitectura de Nueva York, y su creencia en la importancia de la historia y el valor de la esfera pública».

## Biografía
Se graduó magna cum laude y Phi Beta Kappa de la Universidad de Boston (B. Una Historia del Arte, 1971.) Estudió Historia de la Arquitectura en la Universidad de Columbia en el Departamento de Historia del Arte y Arqueología (M. A., 1976, M. Phil.,1979.)
Willis es autora de Form Follows Finance: Skyscrapers and Skylines in New York and Chicago. El libro recibió los premios del AIA y el de «Mejor Libro sobre el Urbanismo en América del Norte» en el año 1995 por la Asociación de la Historia Urbana.
Willis está casada con Mark Willis, banquero y profesor adjunto de la planificación urbana de la Universidad de Nueva York.

## Obras seleccionadas
- Form Follows Finance: Skyscrapers and Skylines in New York and Chicago (Princeton Architectural Press, 1995: 2008)
- Building the Empire State (W.W. Norton, 1998)
- Introduction to Skyscraper Rivals by Daniel M Abramson (Princeton Architectural Press, 2000)
- The Lower Manhattan Plan Paperback, edited by Carol Willis, introduction by Ann Buttenwieser (Princeton Architectural Press, 2002)
- Introduction to New York Architecture: A History, photographs by Richard Berenholtz, text by Amanda Johnson (New York:Universe, 2003)
- Introduction to New York Deco by photographer Richard Berenholtz (Welcome Books, 2009)